# استاسیس رازما
استاسیس رازما (لیتوانیایی: Stasys Razma؛ ۱۸ ژوئیه ۱۸۹۸ – ۳۰ ژوئیهٔ ۱۹۶۰) بازیکن فوتبال اهل لیتوانی بود.
وی همچنین در تیم ملی فوتبال لیتوانی بازی کرده‌است.